# Usagre
Usagre (extremadurai nyelven Usagri) község Spanyolországban, Badajoz tartományban. Usagre Medina de las Torres, Puebla de Sancho Pérez, Los Santos de Maimona, Hinojosa del Valle, Llera, Valencia de las Torres, Villagarcía de la Torre, Bienvenida és Calzadilla de los Barros községekkel határos. Lakosainak száma 1723 fő (2024).

## Népesség
A település népessége az utóbbi években az alábbiak szerint változott:
| Lakosok száma | 2071 | 2011 | 1996 | 1956 | 1940 | 1884 | 1822 | 1763 | 1761 | 1723 |
|               | 2001 | 2004 | 2006 | 2009 | 2011 | 2014 | 2016 | 2019 | 2021 | 2024 |